# Polka Dots and Moonbeams
Polka Dots and Moonbeams är en populär sång från 1940 med musik av Jimmy Van Heusen och text av Johnny Burke. Den var Frank Sinatras första hit tillsammans med Tommy Dorseys orkester. Sången är en av de 100 mest inspelade jazzstandards i arrangemang av Gil Evans och andra. Bland dem som spelat in melodin märks Wes Montgomery, Lester Young, Sarah Vaughan, Cassandra Wilson och många andra.
Svenska artister som spelat in låten är bland andra Magnus Lindgren och Monica Borrfors.

### Fotnoter
1. ↑  "Polka Dots and Moonbeams" at jazzstandards.com. Läst januari 2009.